# Don't Tread on Me (album 311)
Don't Tread on Me è l'ottavo album in studio del gruppo musicale statunitense 311, pubblicato il 16 agosto 2005 dalla Volcano Entertainment.

## Tracce
1. Don't Tread on Me – 3:07 (Nick Hexum, SA Martinez, Aaron Wills)
2. Thank Your Lucky Stars – 3:24 (Hexum, Martinez, Chad Sexton)
3. Frolic Room – 3:34 (Hexum, Martinez)
4. Speak Easy – 3:26 (Hexum, Martinez, Sexton)
5. Solar Flare – 3:11 (Hexum, Martinez)
6. Waiting – 3:17 (Hexum, Martinez)
7. Long for the Flowers – 2:49 (Hexum, Martinez)
8. Getting Through to Her – 3:24 (Martinez, G-Tripp)
9. Whiskey & Wine – 2:59 (Hexum, Martinez)
10. It's Getting OK Now – 3:04 (Martinez, Tim Mahoney)
11. There's Always an Excuse – 5:07 (Hexum, Martinez, Willis)

## Formazione
- Nick Hexum - voce, chitarra
- SA Martinez - voce, scratch
- Tim Mahoney - chitarra
- Aaron "P-Nut" Wills - basso
- Chad Sexton - batteria

## Classifiche
| Classifica (2005) | Posizione massima |
| ----------------- | ----------------- |
| Stati Uniti       | 5                 |